# Ableiges
Ableiges község Franciaországban, Val-d’Oise megyében, Île-de-France régióban. Lakosainak száma 1109 fő (2022. január 1.).

## Földrajza
Ableiges Frémécourt, Sagy, Cormeilles-en-Vexin, Courcelles-sur-Viosne, Longuesse, Montgeroult, Us és Vigny községekkel határos.

## Népessége
| Lakosok száma | 1002 | 1140 | 1157 | 1161 | 1142 | 1124 | 1105 | 1107 | 1109 |
|               | 2013 | 2015 | 2016 | 2017 | 2018 | 2019 | 2020 | 2021 | 2022 |